# 彼得拉舍夫斯基小组
彼得拉舍夫斯基小组是19世纪40年代俄罗斯圣彼得堡进步知识分子的一个文学讨论小组，由法国社会主义者夏尔·傅立叶的追随者米哈伊尔·彼得拉舍夫斯基组织。该小组成员包括作家、教师、学生、底层公务员和军官。尽管政治观点不尽相同，成员一直反对沙皇专制和俄国农奴制。该小组主要讨论遭帝俄政府和沙皇尼古拉一世禁止的西方哲学和文学。小组的知名成员有知名作家费奥多尔·米哈伊洛维奇·陀思妥耶夫斯基、米哈伊尔·叶夫格拉福维奇·萨尔蒂科夫-谢德林和塔拉斯·格里戈里耶维奇·谢甫琴科等人。